# Plaza de Pedro Velarde
La plaza de Pedro Velarde, más conocida como plaza Porticada, es una céntrica y concurrida plaza del centro de Santander (Cantabria, España) construida en estilo neoclásico herreriano tras el pavoroso incendio de 1941 que destruyó la mayor parte del casco histórico de la ciudad. Se levantó en plena posguerra, siendo inaugurada en 1950.

## Historia y características
La plaza fue proyectada por los arquitectos Javier González de Riancho, Rafael Huidobro y Valentín del Noval, siguiendo los modelos que, tras la Guerra Civil, impondrá el estado para los edificios públicos. Su imagen se inspira en la antigua aduana de finales del siglo XVIII, que se situaba por la zona y que desapareció tras el incendio de Santander de 1941.

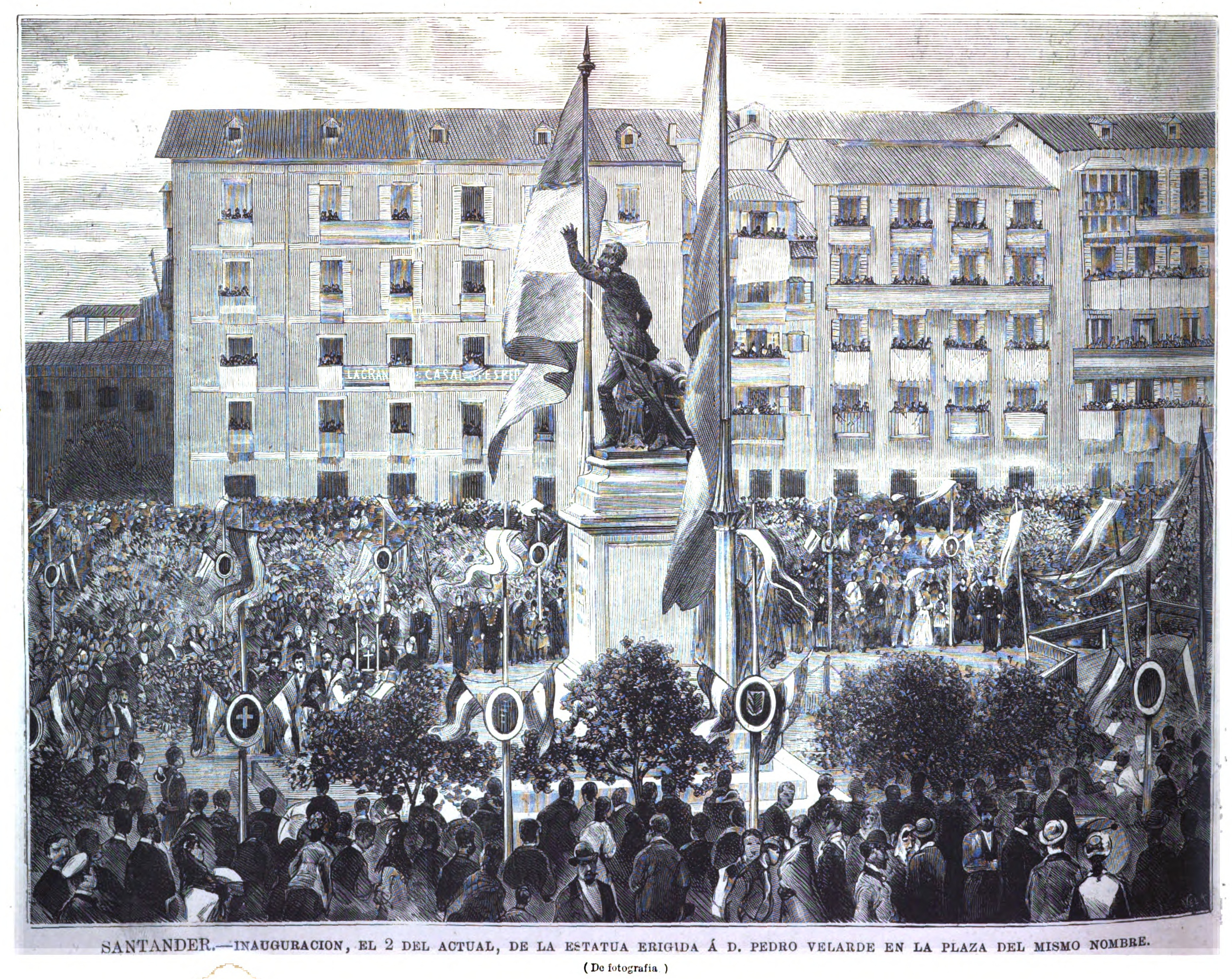
Inauguración del monumento a Velarde el 2 de mayo de 1880 (La Ilustración Española y Americana)

Obra de gran sobriedad formal, presenta una planta cuadrada con cinco entradas y soportales sostenidos por pilastras, todo ello en líneas puras y muy simétricas. Los edificios que la componen están ocupados por organismos públicos, destacando el cuerpo central que alberga la sede central de Caja Cantabria. En este cuerpo aparece un pórtico con columnas gigantes, encima del cual hay dos esculturas del escultor Agustín de la Herrán Matorras, que representan a un hombre y a una mujer desnudos, representando "El Ahorro" y "La Beneficencia", y que en su momento suscitaron gran polémica, por representar desnudos muy naturalistas. En su entrada principal está colocada, sobre un gran pedestal, la estatua de Pedro Velarde, héroe cántabro de la Guerra de la Independencia española, erigida en 1880 y que es uno de los monumentos más antiguos de la ciudad. En la estatua también se pueden ver dos bajorrelieves que representan a "La Fama" y a "España".

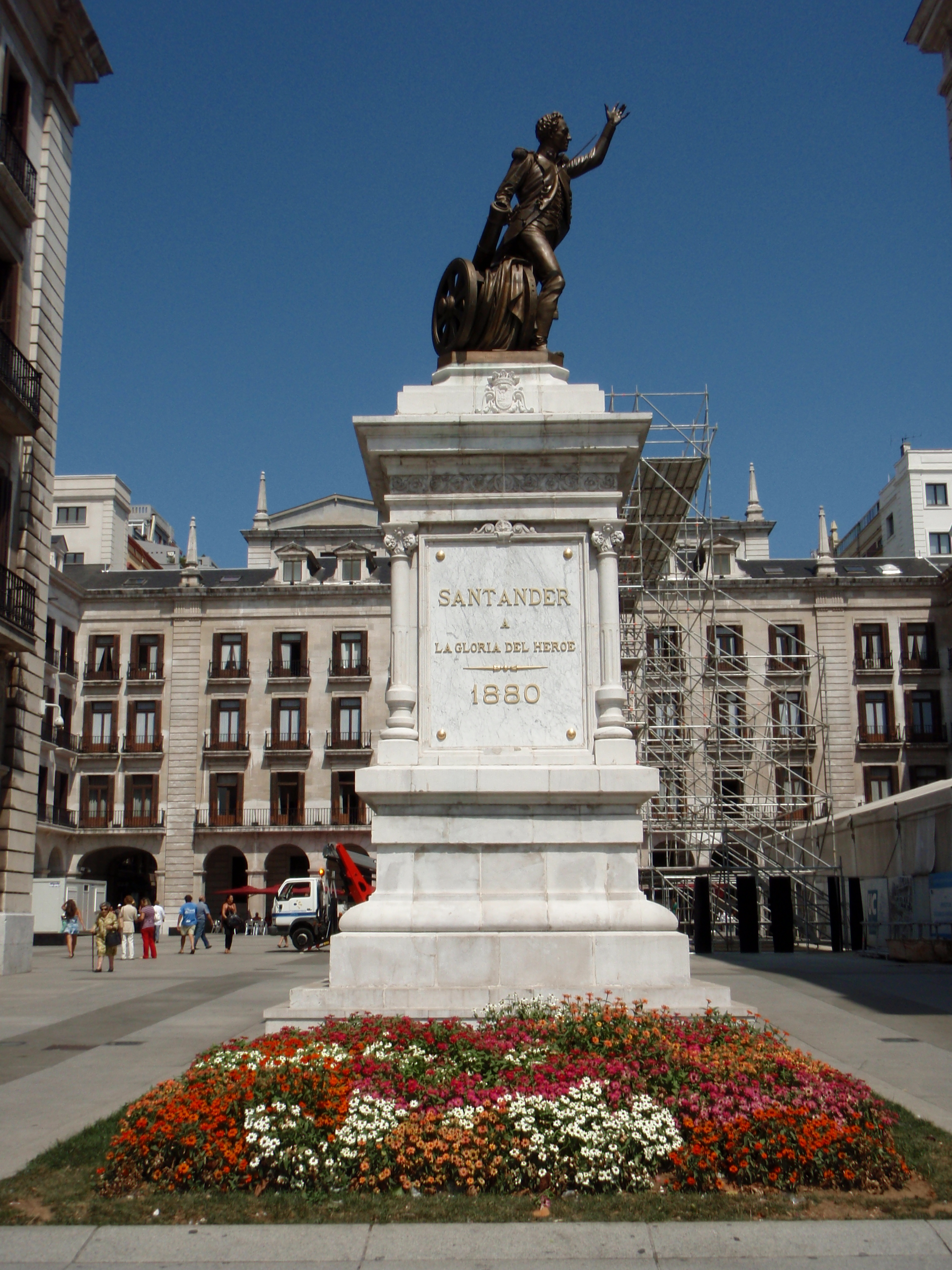
Estatua de Pedro Velarde con la plaza al fondo

En el año 2006 la plaza sufrió una profunda remodelación, pasando a ser peatonalizada en su práctica totalidad. Durante las obras de transformación se encontraron restos arqueológicos de la antigua muralla medieval de Santander y de su Puerta del Mar, así como restos previos al incendio, como búnkeres y un refugio antiaéreo de la Guerra Civil.

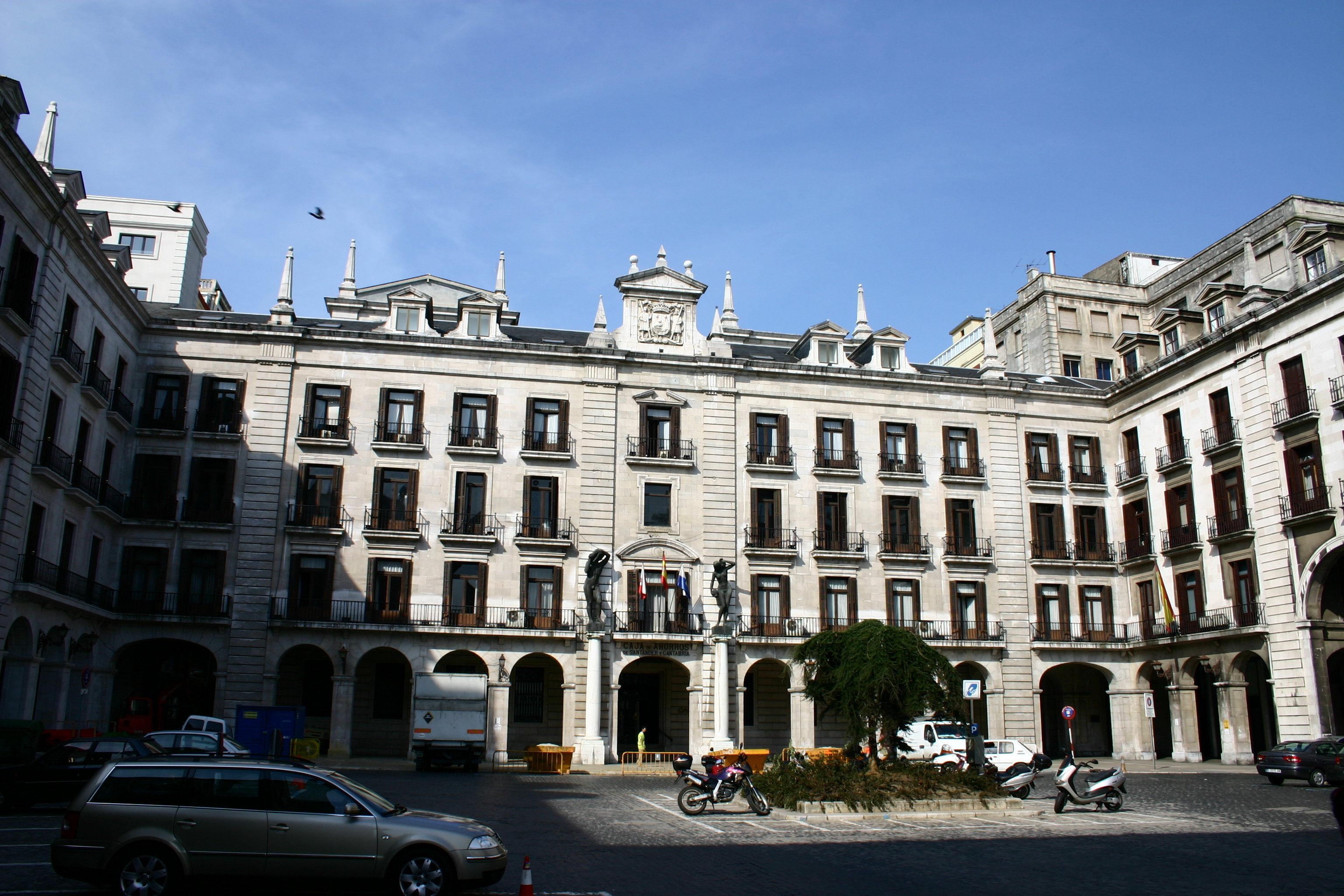
Estado de la plaza Porticada antes de su remodelación

En agosto de 2014 se inauguró el Centro de Interpretación de la Muralla, realizado en base al proyecto redactado por José María Pérez González, Peridis, aprobado por la Consejería de Cultura y el Ayuntamiento de Santander para poner en valor este yacimiento. Dicho Centro puede visitarse gratuitamente con cita previa en la Oficina de Turismo. Además se están desarrollando las obras de adecuación para poder visitar el mentado refugio, en la plaza del Príncipe.

## Usos
La plaza Porticada adquirió fama internacional debido a que en la misma se realizaron, desde los años 1950 hasta 1990, año en el que pasó al Palacio de Festivales, las distintas ediciones del Festival Internacional de Santander. En la actualidad suele ser utilizada como lugar de encuentro social y de actos culturales y lúdico-deportivos.